# Феотим Скифский
Феоти́м Ски́фский (др.-греч. Θεότιμος; лат. Theotimus; IV век — ок. 412 года) — епископ города Томы в Малой Скифии, писатель, богослов. Причислен к лику святых, почитаемый в Православной церкви как святитель, его память 20 апреля (3 мая) и 20 апреля; и Католической церкви, его память 20 апреля.
Год рождения Феотима неизвестен. Известно, что он был скифом (об этом сообщаете Созомен). В ЭСБЕ Феотим назван славянином.
Феотим поступил в местный монастырь «на границе Кассиана и Пещер», в тот же самый в котором до него находились преподобные Иоанн Кассиан и Герман. Созомен сообщает о том, что Феотим постоянно носил длинные волосы — с тех пор, как начал прилежно изучать любомудрие; Феотим держался простого образа жизни, вкушал пищу не в одно и то же время, но когда чувствовал голод или жажду. Год рукоположения Феотима в епископы — неизвестен. Но известно, что в 392 году Иероним Стридонский пишет о Феотиме в своей книге «О знаменитых мужах» уже как о церковном писателе и о епископе. О Феотиме известно как о миссионере проповеднике, который постоянно совершал путешествия к соседним гуннам, проповедуя Христианство. Среди гуннов Феотим пользовался уважением, гунны удивлялись добродетелям Феотима и называли «римским богом». Гунны вели варварский образ жизни и достаточно часто совершали нападения на скифские поселения, Феотим был миротворцем, постоянно приглашая гуннов к себе в гости, дарил им подарки и всячески старался научить гуннов незлобию и прекратить вражду между народами.
В 400 году Феотим вместе с Иоанном Златоустом в числе 70 епископов участвовал в Соборе, в городе Эфесе. Собор был собран по причине того, что в Константинополь была принесена жалоба на Эфесского митрополита Антонина. Собор установил массовые случаи симонии и многих, виновных в симонии, епископов и лишил должностей как тех, кто поставлял за деньги, так и тех, кого поставляли.
В 403 году по приглашению Феофила Александрийского в Константинополь приезжает Епифаний Кипрский для участия в Соборе при Дубе. Епифаний, пребыв в столицу, предлагал всем епископам подписать запретительное определение против Оригеновых книг. Феотим вступает в спор с Епифанием, не соглашаясь оскорблять Оригена. Феотим считал, что Ориген умер во благочестии, что предыдущие отцы Церкви не запрещали читать книги Оригена, что в книгах Оригена нет никакого плохого учения. Наоборот, в них изложено учение Церкви, поэтому ругающие книги Оригена поступают неблагоразумно.
Иероним сообщает, что Феотим написал афористические трактаты в форме диалогов в старинном стиле. Сочинения Феотима полностью не сохранились, остались только небольшие фрагменты из его сочинений. Леонтий, живший недолго после Феотима, выписал краткие места из двух его сочинений «Об учении Спасителя» и «Против идолов». Иоанн Дамаскин поместил в «Священные параллели» (греч. «Ιερά Παράλληλα») несколько мест из последнего сочинения и из трех других: «На Бытие», «На толкования слов: „еще принесеши дар твой ко алтарю“» и «О посте».
Феотим скончался вероятно не позже 412 года.
Житие Феотима помещено в «Acta Sanctorum» 20 апреля. В РПЦ имя Феотима отсутствует в святцах. Имя Феотима помещено в календари Румынской православной церкви 20 апреля на первом месте. В этой поместной Церкви в честь него написан тропарь, кондак и акафист.